# Jack Campbell (lední hokejista)
Jack Campbell (* 9. ledna 1992, Port Huron, Michigan, USA) je americký hokejový brankář hrající v týmu Grand Rapids Griffins v severoamerické lize AHL.

## Kariéra
Campbell je jeden z nejnadanějších severoamerických brankářů současnosti (2011). Do NHL byl vybrán v draftu 2010 týmem Dallas Stars v 1. kole na 11. místě celkově. V roce 2010 byl taktéž vybrán v 7. kole na 170. místě celkově v draftu východoevropské ligy KHL, ve kterém si jej vybral tým HK Dynamo Minsk.

## Úspěchy

### Individuální úspěchy
- All-Star Team na MS do 18 let – 2009
- Nejlepší brankář na MS do 18 let – 2010
- All-Star Team na MS do 18 let – 2010
- Nejlepší hráč na MS do 18 let – 2010
- Nejlepší brankář na MSJ – 2011
- All-Star Team na MSJ – 2011
- Nejlepší hráč na MSJ – 2011

### Týmové úspěchy
- Zlatá medaile na MS do 18 let – 2009
- Zlatá medaile na MS do 18 let – 2010
- Zlatá medaile na MSJ – 2010
- Bronzová medaile na MSJ – 2011

## Prvenství
- Debut v NHL - 20. října 2013 (Anaheim Ducks proti Dallas Stars)
- První inkasovaný gól v NHL - 20. října 2013 (Anaheim Ducks proti Dallas Stars, finským útočníkem Teemu Selänne)
- První čisté konto v NHL - 11. října 2018 (Montreal Canadiens proti Los Angeles Kings)

## Statistiky

### Základní části
| Sezona       | Tým                         | Liga         | Z   | V  | P  | R/Pvp | MIN   | OG  | ČK | POG  | %ChS  |
| ------------ | --------------------------- | ------------ | --- | -- | -- | ----- | ----- | --- | -- | ---- | ----- |
| 2008–09      | US NTDP 18                  | Mez.         | 7   | 7  | 0  | 0     | 421   | 12  | 2  | 1.71 | .940  |
| 2008–09      | US NTDP 18                  | NAHL         | 21  | 14 | 6  | 1     | 1262  | 53  | 1  | 2.52 | .906  |
| 2009–10      | US NTDP                     | USHL         | 11  | 6  | 3  | 1     | 569   | 21  | 0  | 2.21 | .917  |
| 2010–11      | Windsor Spitfires           | OHL          | 45  | 24 | 14 | 4     | 2447  | 155 | 0  | 3.80 | .884  |
| 2011–12      | Windsor Spitfires           | OHL          | 12  | 6  | 3  | 2     | 729   | 38  | 1  | 3.13 | .906  |
| 2011–12      | Sault Ste. Marie Greyhounds | OHL          | 34  | 15 | 12 | 5     | 1945  | 116 | 1  | 3.58 | .892  |
| 2011–12      | Texas Stars                 | AHL          | 12  | 4  | 7  | 0     | 677   | 34  | 1  | 3.02 | .912  |
| 2012–13      | Texas Stars                 | AHL          | 40  | 19 | 13 | 3     | 2108  | 93  | 2  | 2.65 | .905  |
| 2013–14      | Texas Stars                 | AHL          | 16  | 12 | 2  | 2     | 966   | 24  | 4  | 1.49 | .942  |
| 2013–14      | Dallas Stars                | NHL          | 1   | 0  | 1  | 0     | 60    | 6   | 0  | 6.00 | .872  |
| 2014–15      | Texas Stars                 | AHL          | 35  | 14 | 14 | 5     | 1958  | 99  | 2  | 3.03 | .907  |
| 2014–15      | Idaho Steelheads            | ECHL         | 7   | 5  | 2  | 0     | 417   | 12  | 1  | 1.73 | .945  |
| 2015–16      | Texas Stars                 | AHL          | 19  | 7  | 7  | 6     | 1035  | 63  | 0  | 3.65 | .884  |
| 2015–16      | Idaho Steelheads            | ECHL         | 20  | 14 | 5  | 1     | 1211  | 34  | 4  | 1.68 | .944  |
| 2016–17      | Ontario Reign               | AHL          | 52  | 31 | 15 | 6     | 3072  | 129 | 5  | 2.52 | .914  |
| 2016–17      | Los Angeles Kings           | NHL          | 1   | 0  | 0  | 0     | 20    | 0   | 0  | 0.00 | 1.000 |
| 2017–18      | Ontario Reign               | AHL          | 26  | 11 | 10 | 4     | 1482  | 70  | 0  | 2.83 | .912  |
| 2017–18      | Los Angeles Kings           | NHL          | 5   | 2  | 0  | 2     | 267   | 11  | 0  | 2.47 | .924  |
| 2018–19      | Los Angeles Kings           | NHL          | 31  | 10 | 14 | 1     | 1593  | 61  | 2  | 2.30 | .928  |
| 2018–19      | Ontario Reign               | AHL          | 2   | 1  | 1  | 0     | 123   | 9   | 0  | 4.38 | .888  |
| 2019–20      | Los Angeles Kings           | NHL          | 20  | 8  | 10 | 2     | 1202  | 57  | 0  | 2.85 | .900  |
| 2019–20      | Toronto Maple Leafs         | NHL          | 6   | 3  | 2  | 1     | 365   | 16  | 0  | 2.63 | .915  |
| 2020–21      | Toronto Maple Leafs         | NHL          | 22  | 17 | 3  | 2     | 1284  | 46  | 2  | 2.15 | .921  |
| 2021–22      | Toronto Maple Leafs         | NHL          | 49  | 31 | 9  | 6     | 2796  | 123 | 5  | 2.64 | .914  |
| 2022–23      | Edmonton Oilers             | NHL          | 36  | 21 | 9  | 4     | 2027  | 115 | 1  | 3.41 | .888  |
| 2023–24      | Edmonton Oilers             | NHL          | 5   | 1  | 4  | 0     | 267   | 20  | 0  | 4.50 | .873  |
| 2023–24      | Bakersfield Condors         | AHL          | 33  | 18 | 13 | 1     | 1914  | 84  | 3  | 2.63 | .918  |
| Celkem v NHL | Celkem v NHL                | Celkem v NHL | 176 | 93 | 52 | 18    | 9,879 | 455 | 10 | 2.76 | .909  |

### Play-off
| Sezona       | Tým                 | Liga         | Z  | V | P | MIN  | OG | ČK | POG  | %ChS |
| ------------ | ------------------- | ------------ | -- | - | - | ---- | -- | -- | ---- | ---- |
| 2010–11      | Windsor Spitfires   | OHL          | 18 | 9 | 9 | 1124 | 70 | 2  | 3.74 | .887 |
| 2013–14      | Texas Stars         | AHL          | 4  | 2 | 1 | 237  | 10 | 0  | 2.54 | .917 |
| 2014–15      | Texas Stars         | AHL          | 1  | 0 | 1 | 59   | 3  | 0  | 3.03 | .889 |
| 2015–16      | Texas Stars         | AHL          | 3  | 1 | 2 | 148  | 11 | 0  | 4.45 | .880 |
| 2016–17      | Ontario Reign       | AHL          | 5  | 2 | 2 | 282  | 8  | 0  | 1.70 | .934 |
| 2020–21      | Toronto Maple Leafs | NHL          | 7  | 3 | 4 | 431  | 13 | 1  | 1.81 | .934 |
| 2021–22      | Toronto Maple Leafs | NHL          | 7  | 3 | 4 | 401  | 21 | 1  | 3.15 | .897 |
| 2022–23      | Edmonton Oilers     | NHL          | 4  | 1 | 0 | 119  | 2  | 0  | 1.01 | .961 |
| 2023–24      | Bakersfield Condors | AHL          | 1  | 0 | 1 | 58   | 5  | 0  | 5.16 | .857 |
| Celkem v NHL | Celkem v NHL        | Celkem v NHL | 18 | 7 | 8 | 950  | 36 | 2  | 2.28 | .920 |

### Reprezentace
| Rok                       | Tým                       | Soutěž                    | Z  | V  | P | R | MIN   | OG | ČK | POG  | %ChS |
| ------------------------- | ------------------------- | ------------------------- | -- | -- | - | - | ----- | -- | -- | ---- | ---- |
| 2009                      | USA 18                    | MS-18                     | 5  | 3  | 1 | 0 | 241   | 3  | 2  | 0.75 | .967 |
| 2010                      | USA 18                    | MS-18                     | 6  | 5  | 1 | 0 | 360   | 5  | 3  | 0.83 | .965 |
| 2010                      | USA 20                    | MSJ                       | 3  | 2  | 1 | 0 | 166   | 7  | 1  | 2.54 | .923 |
| 2011                      | USA 20                    | MSJ                       | 6  | 5  | 1 | 0 | 354   | 10 | 0  | 1.70 | .941 |
| 2011                      | USA                       | MS                        | —  | —  | — | — | —     | —  | —  | —    | —    |
| 2012                      | USA 20                    | MSJ                       | 5  | 3  | 2 | 0 | 297   | 13 | 0  | 2.62 | .907 |
| 2015                      | USA                       | MS                        | 2  | 1  | 1 | 0 | 120   | 7  | 0  | 3.50 | .825 |
| Juniorská kariéra celkově | Juniorská kariéra celkově | Juniorská kariéra celkově | 25 | 18 | 6 | 0 | 1,418 | 38 | 6  | 1.61 | —    |
| Seniorská kariéra celkově | Seniorská kariéra celkově | Seniorská kariéra celkově | 2  | 1  | 1 | 0 | 120   | 7  | 0  | 3.50 | .825 |